# Frank Pleyer
Frank Pleyer (Sokolov, 28 juni 1929 – ?, 3 januari 2006) is een Tsjechisch componist en arrangeur. Voor bepaalde werken gebruikte hij ook zijn pseudoniem: Joe Fender.

## Levensloop
Pleyer kreeg muzieklessen aan de muziekschool in Rothenburg ob der Tauber. In 1948 vertrok hij naar München, waar hij in American Army Clubs musiceerde voor eten, sigaretten en een beetje geld. Vanaf 1949 werkt hij als componist en arrangeur voor omroep maatschappijen zoals Radio München, de Westdeutscher Rundfunk (WDR) enzovoort. Vooral voor de dansorkesten van deze omroeporganisaties schreef hij lichte muziek. Maar hij kreeg al spoedig de mogelijkheid zijn eigen producties te maken, eerst met de "Frank Pleyer Combo" en later met de "Frank Pleyer Big Band".
Later was hij als componist en arrangeur voor de "Münchener Biergarten Musikanten", de "Schönbrunner Blasmusik" en de "Original Egeländer Musikanten" van Ernst Mosch werkzaam.
In 1970 richtte hij een muziekuitgeverij op, in 1984 het platenlabel JMP Records. 

## Composities

### Werken voor harmonieorkest
- Almdudler-Polka
- Du schönes Heimatland mars
- Epsom-Derby, galop
- Fesche Madeln, wals
- Heimatgrüße, wals
- Polsterl-Tanz, polka
- Schätzlein, polka
- Tscherkessen-Tanz

### Werken voor Big-Band
- Beat It
- Campton Razes
- Etüde
- Flowers And Girls
- From Here On It Got Rough
- Iberian Love Call
- Jumpin' Jack Flash
- Jungle Soul
- Kepp Going
- Little Mizzy
- Marihuana Mantra
- Mocking Bird
- Naturally Stoned
- No Problems Anymore
- Out Of The Blue
- Pico De Bandeira
- Railroad Rock
- Sally
- Sugar Lily
- Sunday Love Affair

### Filmmuziek
- 1988 In der Arche ist der Wurm drin ook bekend als: Stowaways on the Ark